# Green Carnation
Green Carnation – norweski zespół metalowy założony w 1990 roku. Grupa została rozwiązana w 1992 roku i reaktywowana w 1998. Nazwa grupy początkowo dla członków miała znaczenie gnijącej skóry (ang. carnation jest synonimem skóry). Po reaktywacji sugerowali, że teraz mają na myśli zielony goździk (także z ang. carnation).

## Historia zespołu

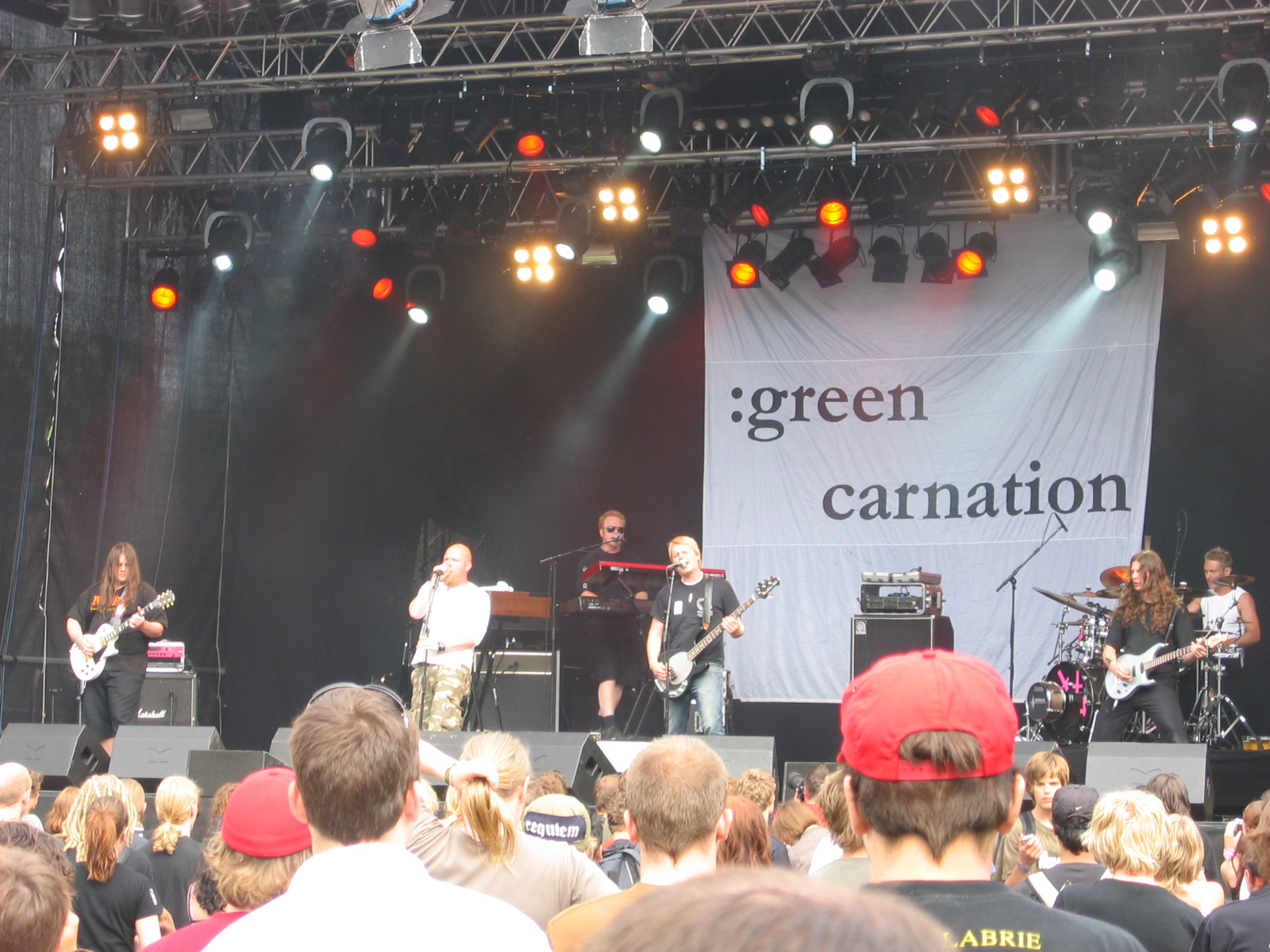
Green Carnation w roku 2006

Green Carnation powstał z inicjatywy Terje Vik "Tchorta" Schei i składał się z późniejszych członków zespołów Carpathian Forest i Blood Red Throne. Nagrał demo Hallucinations of Despair i został rozwiązany. Tchort dołączył do Emperor a bracia Boterri, Harstad oraz Kobro utworzyli In the Woods... Do 1998 roku zespół nie istniał i nie pojawiały się żadne informacje, żeby miał znów się pojawić.
Dopiero w tym roku dawni członkowie spotkali się i zdecydowali, że nagrają materiał, który dawniej chcieli utworzyć. Z upływem czasu ich preferencje stylistyczne zmieniły się i zamiast black czy death metalu byli bardziej skłonni ku doom metalowi.
Grupa zaczęła komponować utwory do pierwszego albumu i w 1999 roku wydała Journey to the End of the Night. Płyta została pozytywnie odebrana przez krytyków, ale największym zaskoczeniem grupy był godzinny album Light of Day, Day of Darkness, składający się wyłącznie z jednego utworu. Został on dwukrotnie wyróżniony albumem miesiąca, a całość grupa odtworzyła na festiwalu Wacken Open Air. Po wydaniu płyty zespół stracił w jakimś stopniu charakter doom metalu, a zaczął przybierać bardziej rockową formę, ze względu na dużą ilość oddawanych koncertów.
W 2004 roku Green Carnation nagrał w Krakowie DVD Alive And Well... In Krakow.
Po tragedii tsunami na Oceanie Indyjskim w 2004 roku, grupa brała udział w nagrywaniu singla, którego zyski były przeznaczone dla ofiar katastrofy. Zespół grał też na norweskiej edycji koncertu Live 8.
W 2005 roku Tchort i Nordhus założyli własną wytwórnię Sublife Productions.
Po trasie koncertowej w Stanach Zjednoczonych w 2007 roku grupę opuścili wszyscy jej członkowie poza Tchortem. Zgodnie z informacjach ze strony oficjalnej powodem były poważne problemy organizacyjne owej trasy oraz związane z nimi straty finansowe i motywacyjne. Winą za to zespół obarcza głównie wytwórnię The End Records. Tchort deklaruje, że będzie nadal tworzył, jednak nie będzie koncertował. Zapowiadany album The Rise and Fall of Mankind, będący kontynuacją Light of Day, Day of Darkness jest obecnie odłożony na czas nieokreślony.

## Koncepcja zespołu
Liryczna strona Green Carnation jest ściśle powiązana z osobistymi doświadczeniami Tchorta. Pierwszy album Journey to the End of the Night został poświęcony jego zmarłej córce, a kolejny Light of Day, Day of Darkness jego nowonarodzonemu synowi, Damienowi. Dodatkowo okładka do albumu Blessing in Disguise przedstawia właśnie paroletniego Damiena.

## Muzycy
| Obecny skład zespołu - Terje Vik "Tchort" Schei - gitara (1990–1991, 1998–2007, od 2014) - Stein Roger Sordal - gitara basowa, gitara, wokal (2001–2007, od 2014) - Kjetil Nordhus - wokal (2001–2007, od 2014) - Michael S. Krumins - gitara (2004–2007, od 2014) - Kenneth Silden - instrumenty klawiszowe (2005–2007, od 2014) - Jonathan A. Perez - perkusja (od 2016) Muzycy koncertowi - Ole Vistnes - gitara basowa (2005) |  | Byli członkowie zespołu - Christopher "C:M." Botteri - gitara basowa (1990–1991, 1998–2001) - Anders Kobro - perkusja (1990–1991, 2001–2005) - Christian "X" Botteri - gitara (1990–1991, 1998–2001) - Richart Olsen - wokal (1990–1991) - Alf T. Leangel - perkusja (1998–2001) - Bjørn "Berserk" Harstad - gitara (2001–2003, 2006) - Bernt A Moen - instrumenty klawiszowe (2001–2004, 2005) - Oystein Tonnessen - instrumenty klawiszowe (2004) - Tommy Jacksonville - perkusja (2005–2007, 2014–2016) |

## Dyskografia

### Albumy studyjne
- Journey to the End of the Night (1999)
- Light of Day, Day of Darkness (2001)
- Blessing in Disguise (2003)
- The Quiet Offspring (2005)
- The Acoustic Verses (2006)

### Inne wydawnictwa
- Hallucinations of Despair (1991, demo)
- The Trilogy (2004, kompilacja 3 pierwszych albumów na płytach winylowych)
- Alive And Well... In Krakow (2004, DVD)
- The Burden Is Mine... (Alone) (2005, minialbum)
- A Night Under the Dam (2007, DVD)
- Last Day Of Darkness (2018, DVD)